# تشارلز إي. هووكر
تشارلز إي. هووكر هو محامي وسياسي أمريكي، ولد في 9 أبريل 1825، وتوفي في 8 يناير 1914 في جاكسون في الولايات المتحدة. نشط حزبياً في الحزب الديمقراطي. وقد انتخب عضو مجلس النواب الأمريكي ‏.